# 空知郡
空知郡（日语：／ Sorachi gun */?）為日本北海道的郡，同時跨越了空知綜合振興局和上川綜合振興局的轄區。
名稱源於阿伊努語「so-rap-ci」（瀑布流下的地方）或「so-rap-ci-pet」（瀑布流下的河流）。
轄區包含6町：
- 空知綜合振興局
  - 南幌町
  - 奈井江町
  - 上砂川町
- 上川綜合振興局
  - 上富良野町
  - 中富良野町
  - 南富良野町

## 沿革

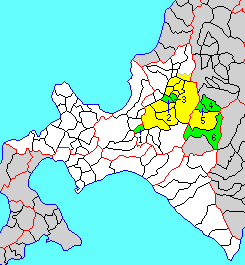
北海道空知郡最初辖区范围（1.南幌町 2.奈井江町 3.上砂川町 4.上富良野町 5.中富良野町 6.南富良野町 黄：改制为市或并入城市）

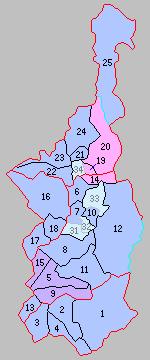
空知管内
北海道一・二級町村制施行時空知郡下辖町村（5.岩見泽村 6.泷川村 7.砂川村 8.沼貝村 9.栗泽村 10.歌志内村 11.三笠山村 12.芦别村 13.幌向村 14.音江村 15.北村 紫：岩見泽市 桃：深川市 水色：分立現存町村 31.奈井江村 32.上砂川村 33.赤平村）

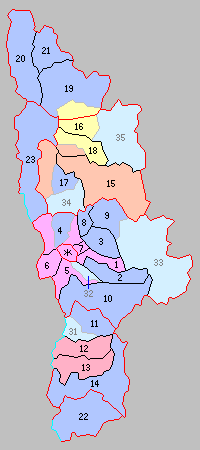
上川管内
北海道一・二級町村制施行時空知郡下辖町村（11.上富良野村 12.下富良野村 13.山部村 14.南富良野村 赤：富良野市 水色：分立现存町村 31.中富良野村）

- 1869年8月15日：北海道設置11國86郡，石狩國空知郡成立。
- 1897年11月：北海道實施支廳制，隸屬空知支廳之管轄，此時空知郡下轄岩見澤村、沼貝村、市来知村、幌內村、幾春別村、瀧川村、奈江村、歌志內村、栗澤村、幌向村、富良野村。[2]（11村）
- 1899年5月27日：音江村從瀧川村分村。（12村）
- 1899年6月：空知郡的富良野村（現在的上富良野町、中富良野町、富良野市和南富良野町）改隸屬上川支廳管轄，因此空知郡成為跨支廳的郡。
- 1900年6月1日：蘆別村從歌志內村分村。（13村）
- 1900年7月1日：北村從岩見澤村分村，同時岩見澤村成為北海道一級村。[3]（14村）
- 1902年4月1日：奈江村成立為北海道二級村。[4]
- 1903年7月8日：富良野村分割成上富良野村和下富良野村。（15村）
- 1903年8月12日：奈江村改名為砂川村。
- 1906年2月1日：岩見澤村改制為岩見澤町（北海道一級町）。（1町14村）
- 1906年4月1日：沼貝村[5]、三笠山村（市知來村、幌內村、幾春別村合併而成）[6]、瀧川村、歌志內村、蘆別村、栗澤村、上富良野村分別成為北海道二級村。（1町12村）
- 1907年3月12日：砂川村改為北海道一級村。
- 1908年4月1日：南富良野村從下富良野村分村。（1町13村）
- 1909年4月1日：（1町14村）
  - 音江村、幌向村分別成為二級村。
  - 江部乙村從瀧川村分割獨立設置為北海道二級村。
  - 沼貝村、瀧川村、栗澤村改為北海道一級村。
- 1910年11月3日：瀧川村改制為瀧川町（北海道一級町）。（2町13村）
- 1915年4月1日：（2町14村）
  - 江部乙村改為北海道一級村。
  - 山部村從下富良野村分村。[7]
  - 下富良野村成北海道二級村。
- 1917年4月1日：中富良野村從上富良野村分割獨立設置，成為北海道二級村。[8]（2町15村）
- 1919年4月1日：（3町14村）
  - 北村、南富良野村、山部村分別成為北海道二級村。
  - 上富良野村和歌志內村改為北海道一級村。
  - 下富良野村改制並改名為富良野町。
- 1922年4月1日：（3町15村）
  - 富良野町成為北海道一級町。
  - 赤平村從歌志內村分割獨立設置為北海道二級村。[9]
- 1923年4月1日：三笠山村、蘆別村、中富良野村改為北海道一級村。
- 1923年6月1日：砂川村改制為砂川町（北海道一級町）。（4町14村）
- 1925年6月1日：沼貝村改制為沼貝町（北海道一級町）。（5町13村）
- 1926年6月1日：沼貝町改名為美唄町。
- 1929年4月1日：赤平村改為北海道一級村。
- 1940年4月1日：（6町13村）
  - 歌志內村改制為歌志內町（北海道一級町）。
  - 東山村從山部村分村。
- 1941年4月1日：蘆別村改制為蘆別町（北海道一級町）。[10]（7町12村）
- 1942年9月1日：三笠山村改制為町，並改名為三笠町（北海道一級町）。（8町11村）
- 1943年2月11日：赤平村改制為赤平町（北海道一級町）。（9町10村）
- 1943年4月1日：岩見澤町改制為岩見澤市，並脫離空知郡之管轄。（8町10村）
- 1943年6月1日：北海道一級二級町村制廢止，音江村、幌向村、北村改為內務省指定村。
- 1944年4月1日：奈井江村從砂川町分割獨立設置。[11]（8町11村）
- 1946年10月5日：指定町村制廢止。
- 1949年1月1日：上砂川町從砂川町和歌志內町分割獨立設置。[12]（9町11村）
- 1949年4月1日：栗澤村改制為栗澤町。（10町10村）
- 1950年4月1日：美唄町改制為美唄市，並脫離空知郡之管轄。（9町10村）
- 1950年9月1日：奈井江村改制為奈井江町。（10町9村）
- 1951年8月1日：上富良野村改制為上富良野町。（11町8村）
- 1952年5月5日：江部乙村改制為江部乙町。（12町7村）
- 1953年4月1日：蘆別町改制為蘆別市，並脫離空知郡之管轄。（11町7村）
- 1954年7月1日：赤平町改制為赤平市，並脫離空知郡之管轄。（10町7村）
- 1956年9月30日：東山村併入富良野町。（10町6村）
- 1957年4月1日：三笠町改制為三笠市，並脫離空知郡之管轄。（9町6村）
- 1958年7月1日：（6町6村）
  - 瀧川町改制為瀧川市，並脫離空知郡之管轄。
  - 砂川町改制為砂川市，並脫離空知郡之管轄。
  - 歌志內町改制為歌志內市，並脫離空知郡之管轄。
- 1962年5月1日：幌向村改制為町，並改名為南幌町。[13]（7町5村）
- 1963年5月1日：音江村與雨龍郡深川町、一已村、納內村合併為深川市，並脫離空知郡之管轄。（7町4村）
- 1964年5月1日：中富良野村改制為中富良野町。（8町3村）
- 1966年5月1日：富良野町與山部村合併為富良野市，並脫離空知郡之管轄。（7町2村）
- 1967年4月1日：南富良野村改制為南富良野町。（8町1村）
- 1971年4月1日：江部乙町與瀧川市合併為新設立的瀧川市，並脫離空知郡之管轄。（7町1村）
- 2006年3月27日：栗澤町、北村被併入岩見澤市，並脫離空知郡之管轄。（6町）